# Карвуни
Карвуни (греч. Καρβούνης), прежде Ампел (др.-греч. Ἄμπελος — «виноградная лоза, виноград») — гора в Греции, занимает центральную часть острова Самос в Эгейском море. Высота 1153 м над уровнем моря, уступает по высоте горе Керкис (1433 м) на западе.
На восточном склоне Карвуни находится старейший на Самосе монастырь Вронда. На горе берёт начало река Имврасос, прежде Парфений (Ίμβρασος ή Παρθένιος). По реке остров Самос в древности назывался Партения или Парфения. По местному преданию, передаваемому Павсанием на берегу реки Имбрас родилась Гера, которая поэтому имела эпитет Имбрасия (имбрасская). Такой же эпитет носила Артемида. По другой версии эпитет Артемиды и Геры связывают со священным островом Имброс. Близ устья реки находится храм Геры.
Климат типичный средиземноморский со средним годовым количеством осадков более 500 мм. Гора покрыта хвойными лесами (сосна калабрийская, редко сосна чёрная) и кустарниками-склерофитами. На склонах горы выращивают оливки, виноград и злаки. Виноград (άμπελος) дал горе древнее название.
Входит в сеть охранных участков «Натура 2000». Гора является местом обитания большого количества эндемиков (Asperula samia, Thymus samius, Erodium vetteri, Scutellaria brevibracteata subsp. icarica) и редких растений (Tordylium hirtocarpum и другие) и беспозвоночных.